# 치과용 시멘트
치과용 시멘트(dental cement)는 인레이(Inlay)나 금관(Crown), 계속가공의치(Bridge) 및 기타 수복물을 치아에 부착시키는 접착제로서의 기능과 수복물에 기계적인 지지력을 제공, 치수에대한 유해자극을 차단하는 수복재로서의 기능을 가지고있다. 치과용 시멘트는 시멘트의 종류별로 서로 다른 성질을 가진다. 임상에서 치과용 시멘트를 사용할때는 시술 목적에 맞는 시멘트를 선택하여야 하는데 물리적 및 생물학적 성질, 강도, 용해도, 점성, 생체적합성, 항우식 성질, 심미성, 유지성, 방사선 불투과성, 조작용이성 등을 고려하여 가장 이상적인 시멘트를 이용하여야한다.
치과에서 자주이용되는 시멘트로는 글래스아이오노머 시멘트 (GIC), 레진강화형 글래스아이노머(RMGI), 레진, 인산아연 시멘트(ZPC), 산화아연 유지놀(ZOE) 등이 있다.

## 치과용 시멘트의 종류

### 인산아연시멘트 (ZPC)
인산아연 시멘트(Zinc phosphate cement,ZPC)는 오랜기간동안 치과에서 사용된 가장 대중적인 재료이다. 주로 인레이, 금관, 계속가공의치, 교정용 밴드 및 다른 구강장치의 접착에 사용된다. 긴 수명을 가져 영구 접착제로 이용할 수 있으며, 상아질과 비슷한 열전도율을 가지고 있어 임상에서 많이 사용되고있다. 
- 조성과 반응 : 산화아연과 인산의 산·염기 반응에 의해 염을 형성하고 경화 후 발열 반응이 일어난다.
- 성질: 다른 시멘트에 비해 강도가 높고 용해도는 낮다. 혼합판을 차갑게 하여 혼합하면 작업시간을 연장할 수 있다. 초기에는 PH가 낮기 때문에 치수에 자극을 줄 수 있어 치수보호를 보호하기 위해 이장재(Liner)나 바니쉬(Varnish)를 도포한 후 시멘트를 사용한다.

### 산화아연유지놀 시멘트(ZOE)
산화아연유지놀 시멘트(Zinc oxide eugenol cement,ZOE)는 생체친화성이 좋으며, 치수 진통과 치수 보호 또는 진정이 필요할 때 동통을 완화하는 효과를 보인다. 산화아연유지놀 시멘트는 수복물의 임시시멘트(임시접착제), 임시충전 시 주로 이용되고 인상재나 치주처치제로도 사용된다. 유지놀은 알러지 유발성이 있어 조직과 직접적으로 접촉되면 자극성이 있을 수 있다.(혼합 전 원액)

### 글래스 아이오노머 시멘트 (GIC)
글래스 아이오노머 시멘트(Glass ionomer cement,GIC)는 실리케이트와 폴리카복실레이트의 복합형태로서 불소를 유리하고 치질에 접착된다. 치경부 수복과 유치수복, 치면열구전색제, 치관부 코어축조, 와동 이장, 수복물 접착등 다양한 범위에서 사용된다. 불소 유리에 의한 항우식 작용이 있다.

### 레진강화형 글래스 아이오노머 시멘트 (RMGIC;RMGI)
레진강화형 글래스 아이오노머 시멘트는 조성이 글래스아이오노머 시멘트에 레진을 첨가한 형태로 구성되어있다. 이로 인해 결합강도, 인장강도 및 압축강도를 향상시키고 용해도를 낮추어 글래스아이오노머 시멘트의 단점을 개선하였다. 또한 불소를 유리하는 기능은 동일하게 유지된다.

### 레진 시멘트
레진 시멘트(Resin cement)는 인레이, 금관 및 가공의치 보철물, 교정용 브라켓, 심미수복재의 접착에 사용된다. 레진시멘트는 분말의 폴리메틸메타크릴레이트와 무기필러, 액체의 메틸메타크릴레이트로 구성되어있는데 메타크릴레이트계 시멘트는 용해도가 낮고 물에 잘 용해되는 성질을 가지고있으며 치수에 유해자극을 줄수 있어 GI계열의 베이스가 필요하다.